# Zane Coleman
Zane Murray Coleman (ur. 24 grudnia 1960) – nowozelandzki zapaśnik walczący w stylu wolnym. Olimpijczyk z Los Angeles 1984, gdzie zajął dwudzieste miejsce w wadze półśredniej.
Zajął czternaste miejsce na mistrzostwach świata w 1982. Srebrny medalista mistrzostw Oceanii w 1986.

## Letnie Igrzyska Olimpijskie 1984
| Konkurencja | Rundy eliminacyjne    | Rundy eliminacyjne   | Klas. końcowa |
| Konkurencja | Przeciwnik I          | Przeciwnik II        | Miejsce       |
| ----------- | --------------------- | -------------------- | ------------- |
| -74 kg      | Shaban Sejdiu (YUG) P | Dave Schultz (USA) P | 20.           |